# Leptothorax glaesarius
Leptothorax glaesarius är en myrart som beskrevs av Wheeler 1915. Leptothorax glaesarius ingår i släktet smalmyror, och familjen myror. Inga underarter finns listade i Catalogue of Life.